# تيغكول
بولاو تيغكول أو جزيرة تيغكول هي جزيرة مقابلة لساحل ترغكانو في ماليزيا، وهي الجزيرة الأخيرة من سلسلة الجزر التي تشتمل على بولاو بيرهانتن وبولاو رداغ. وترتبط بالجزر الأخرى عن طريق العبارة إلى دونجون في البر الرئيسي. وقد كانت جزيرة غير مؤهلة للسكن، أما في وقتنا الحالي فيوجد بها العديد من الفنادق حتى أنه بعدما تقطعت السبل بلاجئي القوارب الفيتنامية بعد حرب فيتنام لجؤوا لجزيرة تيغكول.

## وصلات خارجية
- دليل سفر ماليزيا:جزيرة تيغكول
- Ping Anchorage : Tenggol Island